# Gunnar Karlson

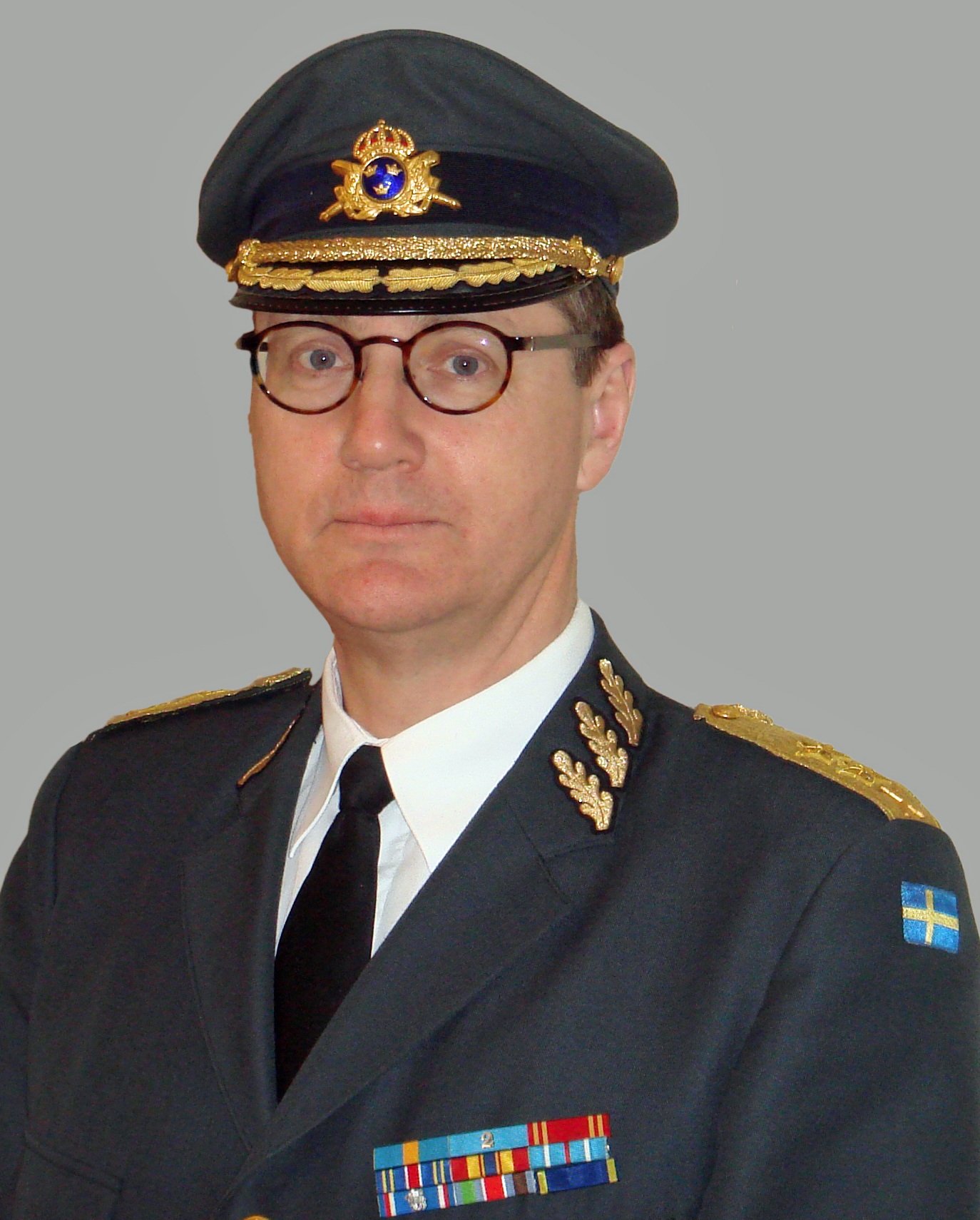
Gunnar Karlson (2011)

Gunnar Åke Karlson (* 7. April 1958 in Karlskrona) ist ein schwedischer Generalmajor a. D.
Von 2012 bis 2019 war er Leiter des Militärischen Nachrichten- und Sicherheitsdienstes (MUST) der schwedischen Streitkräfte. Karlson gehört zu den 89 Personen aus der Europäischen Union, gegen die Russland im Mai 2015 ein Einreiseverbot verhängt hat.